# Radu Gabrea
Radu Bartolomeu Gabrea (n. 20 iunie 1937, București, România – d. 9 februarie 2017) a fost un regizor și scenarist român având ca limba maternă germana. Între 1974 și 1997 a locuit în Germania. A fost profesor asociat de regie și montaj la Academia de Teatru și Film din București și critic de film la mai multe ziare.
A regizat peste 25 de filme artistice și documentare într-o cariera de peste 45 de ani, abordând după întoarcerea sa în România subiecte istorice mai puțin cunoscute sau „distorsionate în mod sistematic,” și care, în opinia sa, trebuie demistificate cu ajutorul cercetării documentaristice.
Talent robust cu evidente înclinații către  un limbaj baroc și estetizant, pe care, din cauza condiției sale de emigrant în Germania, cineastul nu a avut prea des prilejul să și le manifeste. Filmele sale deseori ating tematica minoritarilor evrei, sași sau șvabi bănățeni, în diferite perioade ale secolului trecut.

## Biografia
După absolvirea liceului Spiru Haret s-a înscris la Institutul de Construcții din București. În anul II a fost arestat timp de 9 luni și jumătate deoarece un coleg îl invitase la o manifestație de solidaritate cu Revoluția din Ungaria din 1956, manifestație care de altfel nu a mai avut loc. A fost arestat la 12 noiembrie 1956. A fost judecat în lotul „Mitroi”, compus în cea mai mare parte din studenții de la Facultatea de Drept. Prin sentința Nr. 534 din 19 aprilie 1957 a Tribunalului Militar București a fost achitat, fiind eliberat la 28 mai 1957.
După eliberare, a fost readmis la Facultatea de Construcții, pe care a terminat-o cu diplomă de inginer construcții civile și industriale. A lucrat apoi doi ani pe șantier lângă Târgu Mureș înainte de a reveni la București în proiectare.
S-a înscris apoi la Institutul de Artă Teatrală și Cinematografică din București, secția regie de film, pe care a absolvit-o în 1968.

## Activitate artistică
Radu Gabrea debutează în 1969 cu filmul de lung metraj Prea mic pentru un război atît de mare. Filmul, realizat după un scenariu de D.R. Popescu, a fost premiat la Festivalul de la Locarno, în 1970. 
În 1970, anul în care a stat timp de 6 luni la Paris, realizează primul serial de televiziune din România: Urmărirea.
Următorul său film, Dincolo de nisipuri, realizat în 1973, a fost oprit din ordinul lui Nicolae Ceaușescu. Filmul a trebuit reeditat pentru a fi aprobat. După ce a ajuns în Franța pentru a prezenta filmul în cadrul ediției nr. 27 a Festivalului Internațional de Film de la Cannes, Radu Gabrea nu s-a mai întors în țară. Astfel, în 1975, în urma conflictului și a intervențiilor cenzurii, Radu Gabrea a emigrat în Germania, țara de origine a mamei sale.
Lucrarea sa de doctorat (1984) în comunicații sociale la Universitatea Louvain-la-Neuve (Belgia) s-a intitulat "Werner Herzog și mistica renană".
După ce a regizat câteva filme în Germania, revine in 1994 pe ecranele din România cu coproducția Rosenemil - O tragică iubire. În 1997, se reîntoarce definitiv în România și devine primul președinte al Oficiului Național al Cinematografiei, funcție pe care a îndeplinit-o până în 1999.
A fost profesor de regie și montaj la Academia de Teatru și Film din București și critic de film la mai multe ziare. 
În 2002 i se acordă Ordinul Național „Serviciul Credincios” în grad de Cavaler, din partea președinției României.

Gabrea a declarat într-un interviu din 2009 despre ultimul său film la aceea vreme Călătoria lui Gruber: 
„Ca regizor în formare, modelul meu a fost Andrzej Wajda. "Cenușă și diamant" a rămas și azi reperul meu esențial în istoria filmului. De aici interesul meu pentru legătura între individ și istorie în toate, repet, în aproape toate filmele mele. De aici și interesul meu pentru o perioadă a istoriei României, pentru adevăruri ascunse și sistematic deformate. Pogromul de la Iași este un model exemplar al acestui caz”.
Începând din 2011 organizează "Mediaș Central European Film Festival (MeCEFF)" care devine un festival anual.
A fost membru fondator al Fundației „Filmul românesc”. 
Continuă să regizeze, ultimul său documentar "Împărăteasa roșie - Viața și aventurile Anei Pauker" apărând în iunie 2016. În invitația la premieră, Dl Gabrea afirmă:
 „Perioada comunismului în România, urmare directă a ocupației sovietice, constituie încă o epocă insuficient studiată a istoriei contemporane a României. Și, ca de fiecare dată într-un asemenea caz, miturile și legendele, foarte multe rezultate ale unor insistențe propagandistice de o culoare sau alta, înlocuiesc datele istorice reale. Cazul Anei Pauker este un caz tipic în acest sens."

 „În linia interesului meu permanent pentru descoperirea falsificărilor istoriei contemporane a României, am socotit că readucerea în prim plan a adevăratei biografii a Anei Pauker este mai mult decât necesară.”
Radu Gabrea a decedat joi, 9 februarie 2017. Sicriul a fost depus la Teatrul Nottara pentru un ultim omagiu, apoi înmormântarea cu onoruri militare a avut loc la Cimitirul Bellu ortodox din București .

## Familia
Părinții: Iosif (profesor universitar) și Maria (profesoară). A avut doi frați: Șerban (artist plastic) și Florin (arhitect, scriitor, scenograf de film). La moartea sa era căsătorit cu actrița Victoria Cociaș pe care a cunoscut-o în 1994 în cadrul filmului „Rosenemil - O tragică iubire”. A fost căsătorit anterior cu Roxana (Pană) Gabrea. Fiica din prima căsătorie, Maria-Magdalena Schubert, a contribuit la scenariile unora dintre filmele sale documentare. Gabrea a avut și trei nepoți, Schubert Radu Lars, Schubert Alexandru Cristian și Schubert Thomas Julian

## Filmografie

### Regizor
- Prea mic pentru un război atît de mare (1970), film premiat la Locarno în 1970 și selecționat la Quinzaine des Realisateurs, Cannes, în același an.
- Amintiri bucureștene (1970) - documentar
- Urmărirea (TV, 1971) - film in șapte părți, "Primul serial de televiziune din România"
- Dincolo de nisipuri (1974), ecranizare a romanului Îngerul a strigat de Fănuș Neagu, film selectat la secțiunea Quinzaine des Realisateurs a Festivalului de la Cannes. Filmul a fost interzis inițial de Nicolae Ceaușescu și de abia după un an a fost acceptat cu modificări în banda sonoră.
- Un august în flăcări (1974) - serial TV (13 episoade) coregizat de Dan Pița, Alexandru Tatos și Doru Năstase. Acțiune cu tentă politică și polițistă în perioada august 1944.
- Nu te teme, Jacob! (Fürchte dich nicht, Jakob!) (1981), o adaptare liberă a nuvelei „O făclie de Paște”, primul său lungmetraj regizat in Germania, are parte de recenzii pozitive în Le Monde, Variety, Yediot Ahronot.
- Un bărbat ca Eva (Ein Mann wie EVA) (1984) - un omagiu adus regizorului german R.W. Fassbinder cu recenzii entuziaste în New York Times, Sunday Telegraph.
- Ein Unding der Liebe (1988) “Straniul Obiect al Iubirii” / “The Strange Object of Love” - TV, film în două părți: Orașul cel mic și Orașul cel mare.
- The Secret of the Ice Cave (1989) lungmetraj pentru Pay TV, SUA
- Ins Blaue/Călătorie surpriză (TV, 1991) - comedie pentru canalul ZDF, coproducție ZDF - Antenne 3-France
- Rosenemil - O tragică iubire (1993) după romanul scriitorului german de origine evreiască, exilat în Olanda, Georg Hermann. Un omagiu adus de acesta orașului tinereții sale, Berlinul de început de veac.
- Conferință la nivel înalt (1994) - Film pentru SRTV despre întâlnirea secretă dintre Claretta Pettacci și Eva Braun.
- Struma (2000) - documentar despre tragedia vasului "Struma" supraîncărcat cu 780 de evrei din România, care a plecat din Constanța în decembrie 1941 și care a fost scufundat în Marea Neagră, 2 luni și jumătate mai târziu,[23][24] O singură persoană, David Stoliar a supraviețuit celui mai mare dezastru naval civil din Mare Neagră din cel de-al Doilea Război Mondial. Scenariu scris în colaborare cu Stelian Tănase. Premiul Mențiune Specială la Jerusalem Film Festival
- Noro (2002) - Povestea unui copil născut cu handicap sever care își invinge deficiența. Actorul principal, Tudor Necula, va deveni regizor și scenarist pe urma succesului în film.
- Moștenirea lui Goldfaden (2004) - documentar despre originile teatrului idiș profesionist, întemeiat pentru prima dată în lume de Avram Goldfaden în 1876 la Iași. Dramaturgul a avut succes după emigrarea sa la New York fiind considerat "Shakespeare-ul evreilor". Filmul urmărește și muzica klezmer din cadrul acestui teatru.[25][26][27]
- Itzik Manger (2005) -documentar despre poetul evreu de limbă idiș originar din Cernăuți, Itzik Manger, povestit de cântărețul și scriitorul originar din județul Bacău, Arie Leibisch (Leibush) Laisch.[28][29][30]
- Rumenye! Rumenye! (2006) - documentar realizat la New York despre influența doinii românești asupra muzicii evreiești klezmer[31], prezentănd doi muzicieni klezmer din SUA: Elizabeth Schwartz și Yale Strome. Premiul pentru scenariu al Uniunii Cineaștilor din România, Premiu festivalul IPIFF, Mamaia 2008, 1 nomimalizare
- 1000 de fețe în 7 decade (2006) - Serie TV despre actorul Ion Lucian.
- Cocoșul decapitat (2008) - ecranizare după romanul omonim al lui Eginald Schlattner - Premiul Undine Awards celui mai bun actor tânăr într-un rol secundar lui Mathias Franz Stein, 2007, Viena. Mențiunea Specială a Juriului Saturno International Film Festival. Premiul pentru cele mai bune costume, Svetlana Mihailescu, în cadrul Premiilor Uniunii Române a Cineastilor (UCIN) 2008. 9 nominalizări.
- Călătoria lui Gruber (2008), film cu scenografie originală care atinge subiectul Pogromului de la Iași prin intermediul vizitei celebrului scriitor italian Curzio Malaparte în oraș.[32] Premiera în România la 5 septembrie 2009. Premiul pentru regie Levante International Film Festival 2009, (Bari, Italia). Premiului Gopo pentru costume, 3 alte nominalizări.
- Rumenye! Rumenye! II: Căutându-l pe Schwartz (2008) - partea a 2-a a documentarului despre muzica klezmer realizat de această dată în România,[33] o călătorie muzicală în țara de origine al Elizabethei Schwartz, "vocea de aur a klezmer-ului".
- Barașeum, Barașeum - Și s-au dus ca vântul... (2010) - documentar despre teatrul evreiesc Barașeum din București care a înflorit tocmai în perioada legilor antisemite dintre 1941-1944[34], un fenomen unic, simbol al rezistenței evreiești în perioada războiului. Premiul pentru film documentar de lungmetraj, Uniunea Cineaștilor din România 2011
- Mănuși roșii (2011) - adaptare după best-sellerul cu același nume, despre ancheta unui tânăr sas în perioada arestărilor masive ale Securității după revoluția din Ungaria din 1956.[35][36] Premiul pentru cea mai buna regie Levante International Film Festival 2011 (Italia). Premiul pentru cea mai bună interpretare actorului principal Alexandru Mihăiescu la Saturno International Film Festival, (Roma, Italia), Nominalizare Gopo 2012.
- Două lumi în muzică (2011) - coupe cuprinzând două documentare: Căutându-l pe Schwartz și Concerte la Biserica Neagră
- Evrei de vânzare (2012) - documentar despre vânzarea evreilor români către Israel, catalogată drept „cea mai mare operațiune prin care un stat și-a vândut propriii cetățeni, petrecută până azi în Europa”.[37][38] Bazat pe documente CNSAS, interviuri cu istorici, martori și jurnaliști și pe cartea "Răscumpărarea evreilor" de Radu Ioanid. Premieră România ianuarie 2013
- Trei zile până la Crăciun (2012) - ultimele zile din viața Elenei și Nicolae Ceaușescu, scenariul scris de Grigore Cartianu după propriul roman intitulat Sfârșitul Ceaușeștilor[39][40] Premiul pentru interpretare actorilor Victoria Cociaș și Constantin Cojocaru, TIFF 2012.
- O poveste de dragoste, Lindenfeld (2014) - film în care eroul principal, un român de etnie germană fugit de mic în Germania sub amenințarea rușilor ajunși în țarâ, hotărăște să revină după 60 de ani în satul său natal Lindenfeld, acum depopulat după ce locuitorii au fost deportați in Siberia apoi în Bărăgan de comunisti. Aici o gasește și pe iubita sa din tinerețe.[41][42][43] Premiu pentru regie - Festivalul Ecranizarilor Literare UCIN, 5 nominalizări Gopo
- Împărăteasa roșie. Viața și aventurile Anei Pauker (2016) - documentar care încearcă să arate "adevărata biografie al Anei Pauker după înlăturarea miturilor și legendelor propagandistice care au dus la falsificarea istoriei României contemporane". [44][45] Filmul se bazează pe interviuri cu istoricul Robert Levy, autorul cărții “Ana Pauker: The Rise and Fall of a Jewish Communist” / “Gloria și decăderea Anei Pauker”; politologul Vladimir Tismăneanu și istoricii Adrian Cioroianu, Gheorghe Onișoru și Liviu Rotman, precum și pe documentație arhivistică.

### Scenarist
- „Nu te teme, Jacob!” (Fürchte dich nicht, Jakob), scenariul Frieder Schuller (1981)
- Un bărbat ca Eva (Ein Mann wie EVA) (1984)
- Nonni und Manni (TV Series 1988– ) - co-autor, serial de 13 episoade pentru ZDF
- Ins Blaue (TV, 1991)
- Rosenemil - O tragică iubire (1993)
- Noro (2002)
- Moștenirea lui Goldfaden: originile teatrului idiș (2004)
- Romania! Romania! (2006)
- Cocoșul decapitat (2008) - în colaborare cu Bert Koß și Wolfgang J. Ruf
- Romania! Romania! II: Cautandu-l pe Schwartz (2008)
- Mănuși roșii, 2011[35]
- Împărăteasa roșie - Viața și aventurile Anei Pauker (2016)

## Regizor de teatru
- Maria Callas – La Divina (2012), spectacol multimedia după "Master Class" de Terrence Mcnally

## Premii și distincții
- Ordinul Național „Serviciul Credincios” în grad de Cavaler, din partea Președintelui României,
- Ordinul Crucea de Cavaler a Ordinului pentru Merite al Republicii Federale Germania (2011)[46]